# باب شعوب
باب شعوب هو أحد أبواب مدينة صنعاء القديمة الرئيسية التي كانت تشكل منافذ رئيسية للدخول والخروج من جهات مختلفة للمدينة عبر السور المُحكم الذي كان يحيط بالمدينة من جميع الاتجاهات، وهي باب اليمن، وباب شعوب، وباب ستران (والذي كان يُسمى أيضاً باب القصر)، وباب السباح. وهناك أبواب أخرى، ولكنها كانت مداخل لأحياء أخرى خارج سور مدينة صنعاء القديمة، مثل باب خزيمة وباب الشقاديف وباب البلقة وباب الروم وباب القاع، وقد اندثرت جميعها عدى باب اليمن.
كان باب شعوب يقع في الجهة الشمالية للسور وكان هو المدخل الرئيسي للقادمين من القرى والمناطق الشمالية لمدينة صنعاء القديمة. وسُمي باب شعوب لأن الخارج منه يخرج إلى جهة مدينة شعوب القديمة التي كانت تقع شمال مدينة صنعاء، كما شرحناه أدناه.

## خلفية تاريخية
ذُكر باب شعوب في النقوش السبئية القديمة، إلى عهد الملك هلك أمر بن كرب إيل وتر يهنعم، ملك سبأ وذي ريدان الذي عاش في القرن الأول الميلادي، ويذكر النقش مدينة «شعوب» التي هي اليوم حي من أحياء المدينة والذي كان يقع فيه الباب الشمالي لصنعاء القديمة المسمى «باب شعوب»
و«شعوب»، هو إسم لمدينة قديمة، يعود تاريخها إلى الفترات المبكرة من تاريخ اليمن القديم إلى المرحلة العتيقة من تاريخ دولة سبأ، وقد كانت تقع إلى شمال مدينة صنعاء التي ظهرت في فترة متأخرة فيما بعد، من فترة ظهور مدينة شعوب، أما الآن فقد أصبح الاسم «شعوب» يطلق على حي شعوب وهو من أحياء العاصمة صنعاء وبشكل أوسع على مديرية شعوب، وهو ذلك الحي الذي اتسع بعد الإسلام وتركز حول قبر الصحابي الجليل فروة بن مسيك المرادي الذي ما يزال المسجد الذي بناه في المنطقة يحمل اسمه.
وقد ورد ذكر باب شعوب ضمن حوادث سنة 556 هـ، كما حُكي ذلك في كتاب غاية الأماني في حديثه عن وفاة السلطان حاتم بن أحمد اليامي في صنعاء وجاء ما نصه (واجتمع من همدان سبعمائة فارس عند باب شعوب) انتهى.
وهذا لا يعني أن باب شعوب ليس أقدم من ذلك وإنما حسب المصادر في الوقت الحالي .
توالت السنون حتى تم هدمه وإعادة بناءه عام 1893 م في عهد الأتراك وجُعل مفتح بابه شمالاً بعد أن كان غربيا، كما حكي في كتاب حوليات يمانية، وبقي الباب هكذا حتى اندثر تماما في فترة الستينات من القرن الماضي.